# Donhoffer Szilárd
Donhoffer Szilárd (Budapest, 1902. július 3. – Pécs, 1999. január 12.) Kossuth-díjas magyar orvos, belgyógyász, egyetemi tanár, a Magyar Tudományos Akadémia rendes tagja. Kutatási területe a kórélettan, a diabetes, a pajzsmirigy működése, valamint az élő szervezetek különböző belső szabályozásai (hő-, táplálék- és légzésfelvétel). A pécsi orvostudományi képzés egyik legjelentősebb képviselője. 1961–1964 között a Pécsi Orvostudományi Egyetem általános rektorhelyettese, majd 1967-ig az egyetem rektora. 1963–1971 között országgyűlési képviselő.
| Donhoffer Szilárd                         | Donhoffer Szilárd                         |
| Kattints az alábbi külső linkek egyikére! | Kattints az alábbi külső linkek egyikére! |
| ----------------------------------------- | ----------------------------------------- |
| Nem található szabad kép.(?)              |                                           |
| külső link · jogvédett                    | Donhoffer Szilárd arcképe                 |

## Életpályája
Budapesten született Donhoffer Géza (1864–1941) mérnök, műszaki főtanácsos és Trautmann Matild/Hilda (1874–1957) gyermekeként. 1920-ban a Budapesti II. Kerületi Királyi Katolikus Főgimnáziumban érettségizett, majd a budapesti Pázmány Péter Tudományegyetem (ma: ELTE) Orvostudományi Karán folytatta tanulmányait. Egyetemi évei alatt fél évet a Bécsi Egyetemen töltött. 1926-ban avatták doktorrá, majd a pécsi Erzsébet Tudományegyetem Belklinikáján kezdett el dolgozni. Ebben az évben kezdődött meg a teljes képzés az összes évfolyamra (az orvosi kart 1921-ben költöztették át Pozsonyról Pécsre). 1931–1932-ben állami ösztöndíjjal volt az Aberdeeni Egyetem élettani intézetében vendégkutató. Hazatérése után az egyetem gyógyszertani és kórtani intézetének tanársegédje, majd 1934-ben visszatért a belklinikára, ahol előbb adjunktusként, majd laboratóriumvezetőként tevékenykedett. Emellett 1936-tól az anyagcsere-betegségek, illetve 1939-től a belorvosi diagnosztika tárgyak magántanára volt. 1943-ban az egyetem nyilvános rendkívüli tanárává nevezték ki. 1944-ben a Kórélettani Intézet vezetésével bízták meg. 1946-ban koholt vádak alapján állásvesztésre ítélték, két évvel később helyezték vissza beosztásába. 1950-ben vette át egyetemi tanári és tanszékvezetői kinevezését, amit az Orvostudományi Kar önálló egyetemmé történő kiszervezése után is megtartott. 1961-ben az egyetem általános rektorhelyettesévé, majd három évre rá rektorává választották. Tisztségét 1967-ig viselte. 1974-ben vonult nyugdíjba, átadva az intézet, illetve a tanszék vezetését. Az egyetemen tudományos tanácsadóként tovább dolgozott haláláig. Magyarországon kívül 1964-ben a montréali McGill, illetve a Los Angeles-i Egyetemen volt vendégprofesszor.
1952-ben védte meg akadémiai doktori értekezését. Több alkalommal javasolták Donhoffert a Magyar Tudományos Akadémia (MTA) levelező tagjának, de 1964-ig politikai okokból nem kapta meg. 1973-ban az MTA rendes tagjává választották. 1974-ben az Akadémia Orvosi Tudományok Osztályának elnöke lett, az osztályt 1980-ig vezette, 1983–1985 között pedig elnöke volt a Pécsi Akadémiai Bizottságnak. Emellett a Magyar Élettani Társaság egyik alapítója, majd a társaság elnökeként és vezetőségi tagjaként is tevékenykedett. Közéletileg is aktív volt: 1963-ban a Hazafias Népfront Baranya megyei listájáról, 1967-ben a Baranya megye 4. számú egyéni választókerület népfrontos jelöltjeként került be az Országgyűlésbe. Mandátumát 1971-ig viselte.

## Díjai, elismerései
- Kossuth-díj (II. fokozat, 1961)
- Semmelweis-emlékérem (1971)
- Markusovszky-díj (1971)

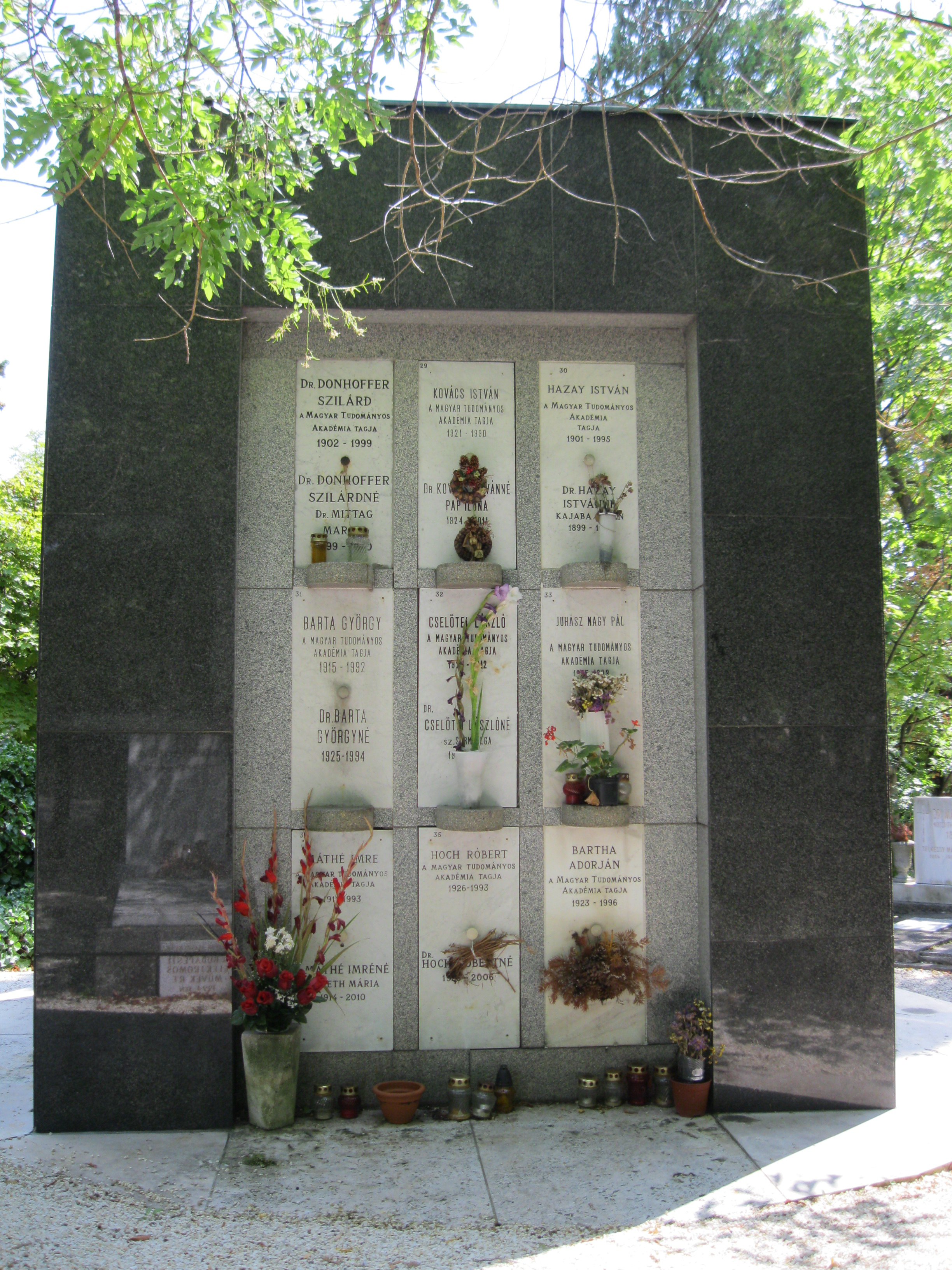
Urnája a Farkasréti temetőben

- Munka Érdemrend arany fokozata (1972)
- Jancsó Miklós-emlékérem (1982)
- A Magyar Népköztársaság Zászlórendje (1982)
- Akadémiai Aranyérem (1994)
- Pécs díszpolgára (1995)
- a Pécsi Orvostudományi Egyetem díszdoktora (1996)

## Főbb publikációi
- A vér bizonyos kolloidjainak szerepe a vércukorszint meghatározásában (Mittag Margittal, 1929)
- A diabeteses glykaemias reactioról (1930)
- A diabetes klinikája (1937)
- A spontán hypoglykaemias kórképekről (1938)
- A heveny hasnyálmirigy-gyulladás (1939)
- Az asthma cardialéről (1941)
- A só- és vízveszteségről (1943)
- A belgyógyászati kórfelismerés alapelemei (1944)
- Általános kórélettan (tankönyv, 1949)
- Az emberi táplálkozás néhány elméleti és gyakorlati kérdése (1954)
- Kórélettan (1957, 1961)
- Az elméleti orvostudomány néhány újabb eredménye (1960)
- Az energiaforgalom szabályozása (1962)
- The Hoemothermia of the Brain (1980)